# Tresckow (Adelsgeschlecht)

Wappen derer von Tresckow

Tresckow ist der Name eines alten märkischen Adelsgeschlechts. Die Herren von Tresckow gehören zum Uradel im Ruppiner Land. Die Familie ist stammesverwandt mit zwei briefadeligen Familien, wobei sich eine, die Ende des 18. Jahrhunderts nobilitiert wurde, „Treskow“ schreibt und großen Besitz und Ansehen erlangte.

## Geschichte

### Herkunft
Nach Kneschke und Zedlitz-Neukirch soll das Geschlecht ursprünglich aus Sachsen gekommen sein und sich Treskau oder Dreschkau geschrieben haben. Der Stammsitz war demnach das Burglehn Treskow bei Belgern.

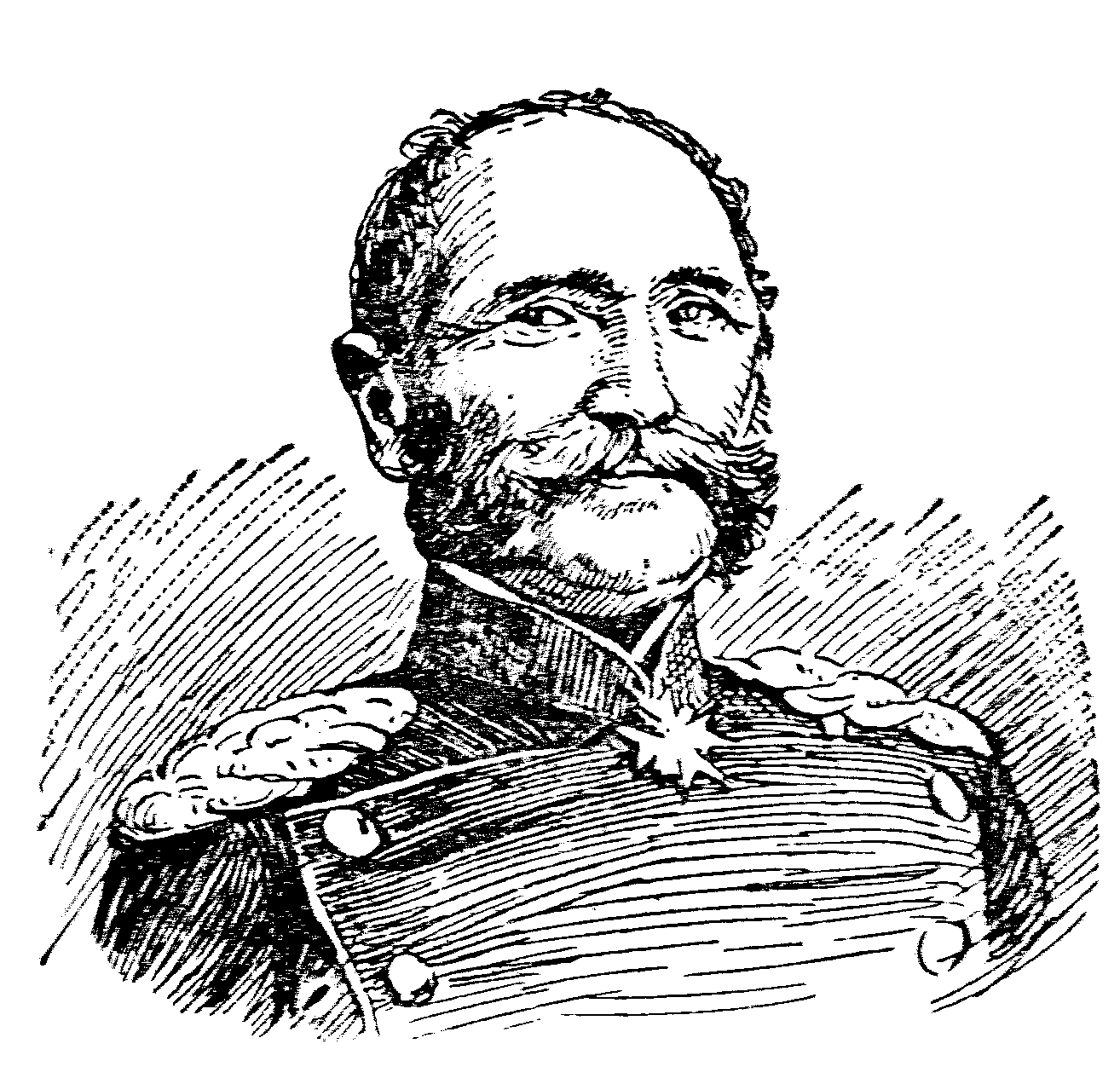
Udo von Tresckow
(1808–1885)

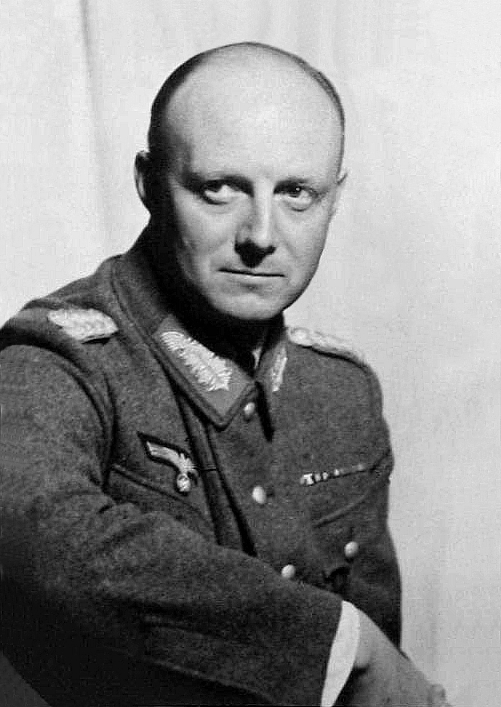
Henning von Tresckow
(1901–1944)

Erstmals urkundlich erwähnt wird das Geschlecht am 26. November 1336 mit Hinricus Treskowe auf Buckow. Mit ihm beginnt auch die Stammreihe der Familie.

### Ausbreitung und Persönlichkeiten
Heinrich von Treskow wurde 1351 von Markgraf Ludwig von Brandenburg mit verschiedenen Gütern zu Rathenow beliehen und 1391 brachte Hans von Tresckow die Stadt in die Gewalt des Erzbischofs Albrecht von Magdeburg.
Der Stamm konnte dauernd fortgesetzt werden. Anfang des 18. Jahrhunderts lebte Adam Friedrich von Tresckow, Oberster über die fränkischen Kreistruppen, der 1732 als Generalfeldmarschall des fränkischen Kreises starb. Rüdiger Ernst von Tresckow wurde Oberstleutnant der fränkischen Kreistruppen. Hans Christoph von Tresckow, Sohn von Johann Siegismund, Herr auf Schlagenthin, Milow, Bützer, Premnitz, Schollene, Wassersuppe, Spaatz, Grütz, Ferchels, Mangelsdorf und Wusterwitz, starb 1702 als königlich polnischer Hauptmann in Warschau. Sein jüngerer Bruder Arnd Heinrich von Tresckow (1688–1728), Domherr zu Minden, wurde kurbrandenburgischer Geheimer Rat und Comital-Gesandter zu Regensburg. Er starb 1728 im vierzigsten Lebensjahr. Otto Melchior von Tresckow war 1731 königlich preußischer Kammerherr und Ritter des Johanniterordens.
Zahlreiche Angehörige gelangten als Offizier in der Preußischen Armee zu höchsten Würden. Joachim Christian von Tresckow aus dem Haus Niegripp wurde Generalleutnant, Ritter des Schwarzen Adlerordens und Kommandant von Neiße. Er starb am 20. April 1762 zu Neiße, nachdem er die Festung kurze Zeit vorher mit größter Standhaftigkeit verteidigte und so dem König erhalten hatte. Hans Otto von Tresckow († 1756) war königlich preußischer Generalmajor, Regimentschef, Kommandant der Festung Stettin und Domprälat zu Cammin. Alexander von Treskow (1764–1823) starb als Generalmajor. Er war verheiratet mit der Gräfin Wilhelmine Amalie Henckel von Donnersmarck und Tochter des Generals Viktor Amadeus Henckel von Donnersmarck. Ihr gemeinsamer Sohn wurde Rittmeister im Regiment Garde du Corps.
Ein bedeutendes Mitglied der Familie aus jüngerer Zeit war unter anderem Hermann von Tresckow (1818–1900), preußischer General der Infanterie, Kommandierender General des IX. Armee-Korps und Chef des Militärkabinetts. Zu den bekanntesten Angehörigen zählen Gerd von Tresckow (1899–1944) und sein Bruder Henning von Tresckow (1901–1944). Beide gehörten zum Widerstand gegen den Nationalsozialismus und waren Mitwisser bzw. an der Vorbereitung des Attentats vom 20. Juli 1944 beteiligt.

### Besitzungen
Schon früh wurden Zweige des Geschlechts im benachbarten Erzstift Magdeburg sesshaft. Später konnten auch Güter in Pommern und Ostpreußen erworben werden. Die Hauptlinien nannten sich nach ihren Besitzungen zu Milow, Schartau, Niegripp, Scharteuke, Neuermark, Schollene und Schlagenthin. Des Weiteren gab es die Zweige zu Alt- und Neukönigsborn, Ferchels, Buckow, Bützer, Alt- und Neugrütz, Menz, Wusterwitz und Mangelsdorf. Mitte des 19. Jahrhunderts war im Königreich Preußen Thassilo von Tresckow, königlicher Kammerherr, auf Dölzig und Hammer im ehemaligen Landkreis Soldin und ein Landschaftsrat von Tresckow auf Niederbaumgarten und Hohenpetersdorf im Landkreis Bolkenhain besitzlich. Der Ritterschaftsrat Hermann von Tresckow und dann sein Sohn Bodo waren bis etwa 1930 auf Schmarfendorf und Schönfliessches Gehege im Landkreis Königsberg in der Neumark im Grundbesitz. Bis 1945 wurde Blankenfelde und Wedell, ebenfalls im Landkreis Königsberg in der Neumark gelegen, durch Friedrich Wilhelm von Tresckow geführt.

## Briefadlige Familien
Das märkische Uradelsgeschlecht derer von Tresckow ist stammesverwandt mit zwei briefadeligen Familien.

### Tresckow (1793)
Am 10. April 1793 erhielten Heinrich Ludwig (* 1788) und Heinrich Ferdinand (* 1789), die natürlichen Söhne des königlich preußischen Stabskapitäns Arndt von Tresckow aus dem Hause Milow und der Charlotte Rabe aus Burg, eine preußische Adelslegitimation unter Beilegung des väterlichen Namens und Wappens.

### Treskow (1797)

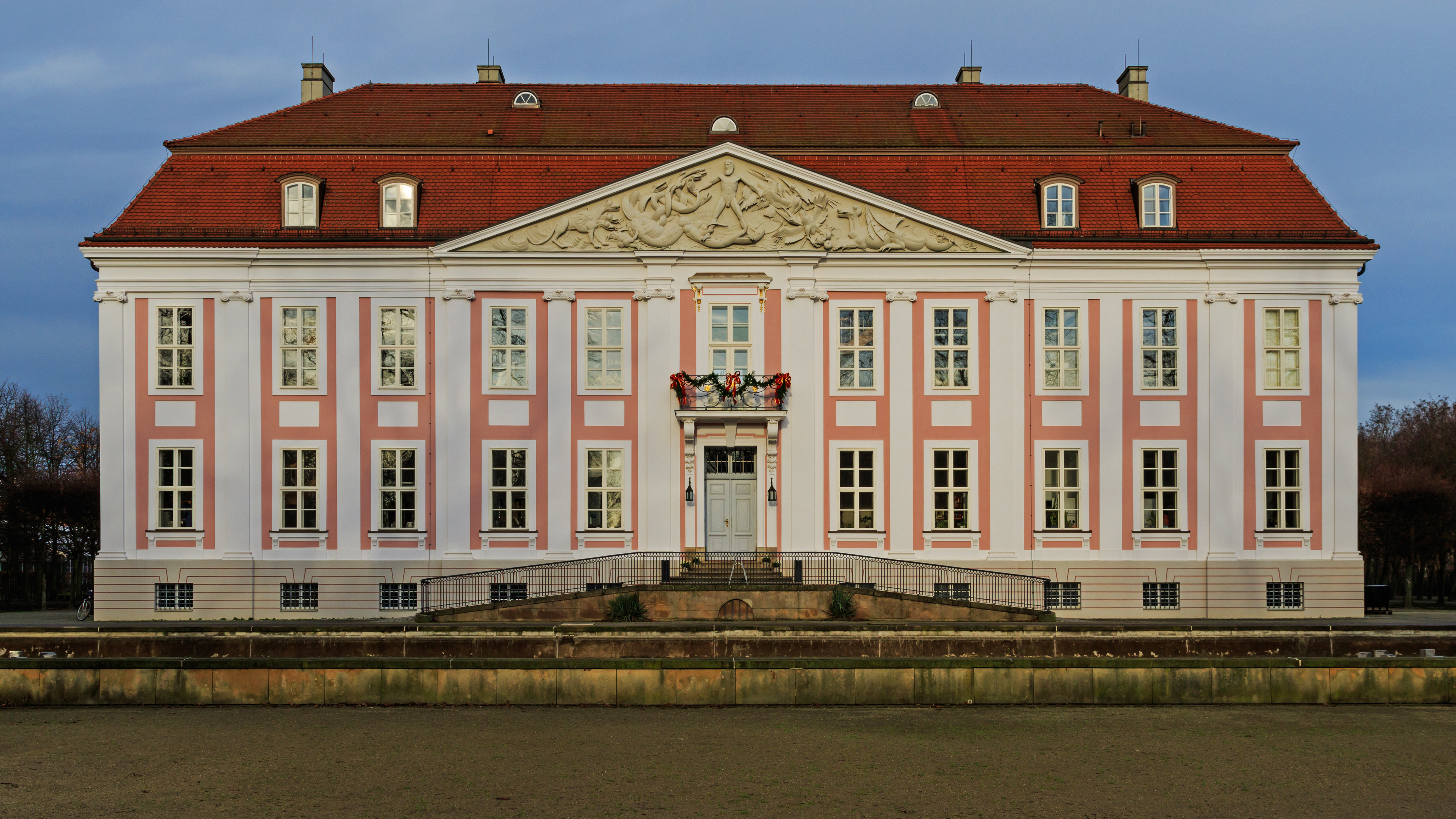
Schloss Friedrichsfelde, 1816 bis 1945 im Besitz der Familie v. Treskow

Sigmund Otto Joseph von Treskow (1756–1825) auf Owinsk bei Posen wurde der Begründer einer weiteren Linie. Er war der uneheliche Sohn des königlich preußischen Geheimen Justizrates Albert Sigismund Friedrich von Tresckow auf Milow und der Marie Elisabeth Mangelsdorf aus Zabakuck bei Milow. Am 14. Januar 1797 zu Berlin wurde er in den preußischen Adelsstand erhoben. Das dabei verliehene Wappen ist ähnlich dem des märkischen Uradelsgeschlechts von Tresckow. Es zeigt innerhalb eines goldenen Schildrandes in Silber drei (2, 1) rechtsgekehrte schwarze Straußenköpfe mit goldenen Halsbändern. Auf dem Helm mit schwarz-silbernen Helmdecken ein mit einem natürlichen Pfauenschweif besteckter schwarzer Straußenkopf.
Die Familie konnte im Laufe der Zeit ansehnlichen Grundbesitz erwerben. Mitte des 19. Jahrhunderts besaßen die Erben des Begründers die Rittergüter Friedrichsfelde und Dahlwitz im Landkreis Niederbarnim, Kade im Landkreis Jerichow II, Neuhaus im Landkreis Schwerin a.d. Warthe, Weissagk im Landkreis Sorau, Owinsk, Biedrusko, Radojewo, Bolechowo, Wierzonka, Morasko, Chludowo, Choynica, Knyszyn und Trzuskotowo im Landkreis Posen, Wronczyn und Zlotnik im Landkreis Schroda, Tworkowo im Landkreis Obornik, Grocholin im Landkreis Schubin, Niederbaumgarten und Hohen-Petersdorff im Landkreis Bolkenhain sowie Chodowo, Domanikowo und die Herrschaft Strzelce im Königreich Polen.
Carl von Treskow (1787–1846), ein Sohn von Sigmund Otto Joseph, heiratete 1812 seine Cousine Marie Julie Jouanne. Die reiche Mitgift seiner Frau und das Vermögen seines Großvaters ermöglichten ihm 1816 den Ankauf des Ritterguts Friedrichsfelde mit Schloss Friedrichsfelde bei Berlin. Dort errichtete Carl eine Musterlandwirtschaft nach den Vorstellungen des preußischen Landwirtschaftsreformers Albrecht Daniel Thaer. Dem befreundeten Peter Joseph Lenné erteilte er 1821 den Auftrag zur Umgestaltung des Parkes. Carl von Treskow errichtete auf dem Parkgelände eine Begräbnisstätte für sich und seine Nachkommen (Erbbegräbnisstätte der Familie von Treskow-Friedrichsfelde), die sich heute auf dem Gelände des Tierparks Berlin befindet und von der Tierparkverwaltung gepflegt wird.
Einer seiner Söhne war der preußische Politiker und Gutsbesitzer Julius von Treskow (1818–1894), der von Mai 1848 bis Mai 1849 Abgeordneter für Schubin in der Frankfurter Nationalversammlung war. Der Enkel Sigismund von Treskow (1864–1945) wurde 1896 preußischer Landrat im Landkreis Niederbarnim.
Ein Familienverband, der am 27. Februar 1893 gegründet wurde, besteht bis heute. Er löste die 1876 begründete Familiengenossenschaft mit dem märkischen Uradelsgeschlecht ab, nachdem das Kaiserliche Heroldsamt in einem Gutachten feststellte, dass beide Familien ungeachtet der Frage einer natürlichen Verwandtschaft in adelsrechtlichem Sinne zwei Familien sind und bleiben.

## Wappen
Das Wappen zeigt in Silber drei (2, 1) rechtsgekehrte schwarze Entenköpfe. Auf dem Helm mit schwarz-silbernen Helmdecken ein mit drei natürlichen Pfauenfedern besteckter schwarzer Entenkopf.

## Bekannte Familienmitglieder
- Adam Heinrich von Treskow (1688–1728), preußischer Staatsminister
- Hans Otto von Treskow (1692–1756), preußischer Generalmajor, Kommandant der Festung Stettin und Domprälat von Cammin
- Joachim Christian von Tresckow (1698–1762), preußischer Generalleutnant
- August Wilhelm von Treskow (1720–1797), fürstlich ansbach-bayreuthischer Feldmarschall-Leutnant, preußischer Generalleutnant
- Carl Peter von Tresckow (1742–1811), preußischer Generalmajor
- Ernst Christian Albert von Tresckow (1760–1831), preußischer Generalleutnant
- Alexander von Treskow (1764–1823), preußischer Generalmajor
- Wilhelm von Tresckow (1788–1874), preußischer Generalleutnant
- Udo von Tresckow (1808–1885), preußischer General der Infanterie
- Alexander von Tresckow (1805–1878), preußischer Generalleutnant
- Emil Julius von Tresckow (1810–1905), preußischer Generalleutnant
- Eugen von Tresckow (1815–1875), preußischer Generalmajor
- Hermann von Tresckow (1818–1900), preußischer General der Infanterie
- Karl von Tresckow (1829–1889), preußischer Generalleutnant
- Ada von Tresckow (1837–1918), Schriftstellerin, Pseudonym Günther von Freiberg
- Hans von Tresckow (1840–1911), preußischer Generalmajor
- Hermann von Tresckow (1849–1933), preußischer General der Kavallerie
- Thilo von Tresckow (1850–1932), preußischer Generalleutnant
- Heinrich von Tresckow (1853–1925), preußischer Generalmajor
- Joachim von Tresckow (1861–1924), preußischer Generalmajor
- Hans von Tresckow (1866–1934), deutscher Kriminalbeamter
- Hans-Udo von Tresckow (1893–1955), deutscher Konteradmiral
- Joachim von Tresckow, (1894–1958), deutscher Generalleutnant
- Gerd von Tresckow (1899–1944), deutscher Oberstleutnant, Widerstandskämpfer gegen Hitler
- Henning von Tresckow (1901–1944), deutscher Generalmajor, Widerstandskämpfer gegen Hitler
- Egon von Tresckow (1907–1952), deutscher Trickfilmzeichner, Illustrator, Comiczeichner und Karikaturist
- Rüdiger von Tresckow (1928–2012), deutscher Bankier
- Peter von Tresckow (* 1936), deutscher Karikaturist, Zeichner und Autor